# Richard M. Berman
Richard Miles Berman (Nova Iorque, 1943) é um juiz sênior do Distrito do Tribunal Distrital dos Estados Unidos do Distrito Sul de Nova Iorque.

## Educação e início de carreira
Berman recebeu seu Bacharel em Ciências pela Universidade Cornell em 1964. Ele ganhou seu Juris Doctor na Faculdade de Direito da Universidade de Nova Iorque em 1967. Ele recebeu um Diploma de Direito Comparado em 1968 e um Diploma de Direito Internacional em 1970 pela Faculdade de Direito da Universidade de Estocolmo, onde também atuou como Assistente do Reitor de Estudantes Estrangeiros. Ele recebeu um Mestrado em Serviço Social da Universidade Fordham em 1996. Ele entrou em consultório particular na Davis Polk & Wardwell em 1970. Em 1974, tornou-se assistente executivo do senador dos Estados Unidos Jacob K. Javits em 1974. Um ano depois, ele foi nomeado conselheiro geral e vice-presidente executivo da Warner Cable Corporation, cargo que ocupou até 1986, quando voltou ao consultório particular como parceiro da LeBoeuf, Lamb, Greene & MacRae. Atualmente, Berman atua no Conselho de Administração da Associação de Antigos Alunos da Escola de Relações Industriais e Trabalhistas da Universidade Cornell.

## Carreira jurídica
Berman foi nomeado pelo prefeito Giuliani como juiz do Tribunal da Família do Estado de Nova Iorque para o condado de Queens (1995 a 1998). Em 21 de maio de 1998, ele foi nomeado pelo Presidente Bill Clinton para um assento no Tribunal Distrital do Distrito Sul de Nova Iorque. Ele foi confirmado pelo Senado dos Estados Unidos em 21 de outubro de 1998. Berman assumiu o status sênior em 11 de setembro de 2011. Ele é membro do Conselho Judicial Federal do Estado de Nova Iorque, que se preocupa com questões de interesse do judiciário estadual e federal. Berman atuou como Presidente do Conselho entre 2011 e 2012.

## Serviço legislativo
Berman atuou como assistente executivo do senador dos Estados Unidos Jacob K. Javits, de 1974 a 1978.

## Casos notáveis

### Tribunal Distrital dos Estados Unidos

#### Estados Unidos v.Owens et al.
Em setembro de 2018, quatro indivíduos foram acusados pela conspiração dos "Papéis do Panamá" de iludir ilegalmente as leis tributárias dos EUA. Dois dos quatro réus se declararam culpados pelas acusações. Os dois réus restantes não compareceram no processo SDNY.

#### Estados Unidos v.Epstein
Em julho de 2019, o juiz Berman recebeu o caso do financista Jeffrey Epstein, um criminoso sexual. Em 18 de julho de 2019, Berman negou o pedido de fiança de Epstein, descobrindo que ele representava um perigo para a comunidade e que ele também era um risco de fuga. Em 23 de julho de 2019, Epstein tentou suicídio no Centro Correcional Metropolitano e em 10 de agosto de 2019 ele cometeu suicídio no CCM. Em 27 de agosto de 2019, Berman conduziu uma audiência pública sobre a moção do governo para encerrar o caso. Vinte e sete supostas vítimas, juntamente com o governo e os advogados de defesa, participaram da audiência. Em 29 de agosto de 2019, Berman concedeu a moção para demitir.

#### Ortiz v.Estados Unidos
Em março de 2019, em um caso de primeira impressão, o juiz Berman negou a petição de habeas corpus de um preso para desocupar sua sentença de seis anos. A Corte considerou que a Lei Penal de Nova Iorque § 120.05(7), ou agressão de segundo grau por um prisioneiro condenado, era um "crime de violência" sob as Diretrizes de Penas dos Estados Unidos e que o peticionário renunciou ao seu direito de apelar.

#### Estados Unidos v.Usher
Em outubro de 2018, o juiz Berman presidiu o julgamento do júri criminal dos réus Richard Usher, Rohan Ramchandani e Christopher Ashton. Os réus, todos estrangeiros, foram acusados em uma acusação de conspiração para restringir o comércio, violando o § 1 da Lei Sherman, 15 USC § 1, pela realização de negociações em moedas de euro/dólar no Reino Unido como funcionários [de afiliadas] do Banco Real da Escócia, JPMorgan Chase & Co., Citicorp e Barclays. Em 26 de outubro de 2018, os Réus foram absolvidos.

#### Duka v.Comissão de Valores Mobiliários dos Estados Unidos
Em agosto de 2015, Berman proibiu a Comissão de Valores Mobiliários dos Estados Unidos de continuar seus procedimentos administrativos de lei de valores mobiliários contra Barbara Duka, constatando que os juízes de direito administrativo da SEC foram nomeados em violação à Cláusula de Nomeação na Constituição dos Estados Unidos. Após a apelação, a liminar foi dissolvida com base na participação do Segundo Circuito na SEC v. Tilton disse que as partes "devem aguardar uma ordem final da SEC antes de apresentar sua reivindicação da Cláusula de Nomeação no tribunal federal". Em 21 de junho de 2018, o Supremo Tribunal dos Estados Unidos em Lucia v. SEC resolveu uma "divisão do circuito" e determinou que os ALJs da SEC são oficiais dos Estados Unidos e, como Berman também concluiu, sujeitos à Cláusula de Nomeações.

## Publicações e ensino
Berman é autor de vários artigos sobre crianças, incluindo A Team Model To Identify Child Abuse, Seven Steps To Protect Children, Community Service for Juvenile Offenders, e Special Immigrant Juvenile Status. Publicado no New York Law Journal, esses artigos oferecem orientação no desenvolvimento de modelos aprimorados para identificar o abuso infantil, fortalecendo o sistema de bem-estar infantil, implementando opções de sentenças baseadas em serviços comunitários para jovens infratores e aprimorando o processo de obtenção de status especial de imigrante juvenil.
Os esforços de Berman em melhorar o acesso da mídia ao sistema do Tribunal de Família e promover o serviço comunitário foram citados no New York Daily News e Newsday. Alguns deles são Sun Also Rises in Family Court, Helping Other Helps Teens, Embracing Community Service for Juveniles, e A New Way Out of Trouble.
Berman palestrou sobre o "Estado de Direito" perante juízes na Albânia em 2013. Ele também moderou um painel de discussão do "Estado de Direito" em um simpósio jurídico internacional em Istambul, na Turquia, em 2014.

## Prêmios
O juiz Berman recebeu o prêmio Emerald da Associação Nacional de Assistentes Sociais (NYC) por vinte anos de liderança como assistente social licenciado e juiz em 28 de março de 2019.